# Skokholm
Skokholm (walisisch Ynys Sgogwm – alter Name Scoghholm) ist eine unbewohnte Insel im Südwesten von Pembrokeshire in Wales. Sie liegt südlich der Insel Skomer und besitzt einen Leuchtturm. Die etwa 1 km² große Insel ist die viertgrößte der Wales vorgelagerten Inseln und ein Gebiet von besonderem wissenschaftlichen Interesse (engl. Site of Special Scientific Interest). Sie gehört zum Pembrokeshire-Coast-Nationalpark, und die umliegenden Gewässer sind Meeresschutzgebiet.
Die Insel ist bekannt für ihre steilen roten Klippen und als Heimat vieler Seevögel. Dort brüten unter anderem Tordalke. Auf der Insel liegt Lockley House, eine nach dem Ornithologen Robert Lockley (1903–2000) benannte Vogelwarte; Lockley hatte im Jahre 1933 die erste Vogelwarte Großbritanniens hier eingerichtet.
Am Südufer in der Nähe des Leuchtturms befindet sich ein Pseudodolmen.
Touristenboote fahren von Martin’s Haven, westlich von Marloes, nach Skokholm, aber Besucher müssen sich vorher beim Wildlife Trust of South and West Wales, dem Besitzer der Insel, die Erlaubnis holen.

## Einzelbelege
1. ↑  Renate Kostrzewa: Die Alken des Nordatlantiks – Vergleichende Brutökologie einer Seevogelgruppe, Aula-Verlag, Wiesbaden 1998, ISBN 3-89104-619-7, S. 51
2. ↑  Beschreibung und Bild des Pseudodolmens
3. ↑  Skokholm sold after trust appeal. In: news.bbc.co.uk. 10. April 2006, abgerufen am 24. Februar 2024.